# Bonjok
Bonjok is een bestuurslaag in het regentschap Kebumen van de provincie Midden-Java, Indonesië. Bonjok telt 1166 inwoners (volkstelling 2010).